# Johanna Bossinade
Johanna Bossinade (* 1945) ist eine deutsche Literaturwissenschaftlerin.

## Leben
Nach dem Studium der Germanistik, Theaterwissenschaft und der Allgemeinen Literaturwissenschaft in Utrecht und Köln, der Promotion 1984 und der Habilitation 1993 war sie von 1990 bis 1994 Professorin auf Zeit an der FU Berlin mit dem besonderen Schwerpunkt Stellung der Frau im literarischen Prozess. Seit 2000 bis heute ist sie Psychoanalytikerin in eigener Praxis. 2010 trat sie in den Ruhestand ein. 
Ihre Arbeitsschwerpunkte sind deutschsprachige Literatur des späten 18., des 19. und 20. Jahrhunderts, Ästhetik und Poetik der Moderne, Literaturtheorie und Sprache, Psychoanalyse, Literatur.

## Schriften (Auswahl)
- Vom Kleinbürger zum Menschen. Die späten Dramen Ödön von Horváths. Bonn 1988, ISBN 3-416-01982-2.
- Das Beispiel Antigone. Textsemiotische Untersuchungen zur Präsentation der Frauenfigur. Von Sophokles bis Ingeborg Bachmann. Köln 1990, ISBN 3-412-01090-1.
- Moderne Textpoetik. Entfaltung eines Verfahrens. Mit dem Beispiel Peter Handke. Würzburg 1999, ISBN 3-8260-1663-7.
- Poststrukturalistische Literaturtheorie. Stuttgart 2000, ISBN 3-476-10324-2.